# Cynthia Sayer
Cynthia Nan Sayer (* 20. Mai 1962 in Waltham (Massachusetts)) ist eine amerikanische Jazzmusikerin (Banjo, Gesang, auch Piano).

## Leben und Wirken
Sayer, die zunächst den Wunsch hatte, Schlagzeug zu lernen, begann im Alter von 13 Jahren auf dem Banjo zu spielen, das ihr die Eltern als Ersatz geschenkt hatten. Sie absolvierte am Ithaca College in Englisch magna cum laude und zog 1979 die Musikerkarriere dem Jurastudium vor.
Sayer spielte 1981 bei Freddie Moore und nahm 1982 mit Marvin Hamlisch Musik für den Spielfilm Sophies Entscheidung auf. Sie war Gründungsmitglied von Woody Allens New Orleans Jazz Band, mit der sie über zehn Jahre lang spielte und tourte; sie ist auch in dem Dokumentarfilm Wild Man Blues und auf dem Album The Bunk Project (1993) zu erleben. Gemeinsam mit Eddy Davis unterhielt sie ein Trio und gründete das New York Banjo Ensemble, mit dem zwei Alben entstanden.
Sayer gründete dann ihre Bands Cynthia Sayer & Joyride, Cynthia Sayer & Sparks Fly sowie Cynthia Sayer's Women of the World Jazz Band (unter anderem mit Shannon Barnett, Aurélie Tropez und Julie Saury), mit denen sie international auf Tournee war. Auf ihrem Album Attractions ist sie mit Bucky Pizzarelli und auf Joyride mit Charlie Giordano zu hören. Sie hat im Lincoln Center und in der Carnegie Hall gespielt und war Gast in zahlreichen TV- und Radiosendungen, darunter der National Public Radio Show, Marian McPartlands Piano Jazz, der NDR Talk Show, der britischen Woman’s Hour und Woodsongs Old-Time Radio Hour. Sie wurde im Dokumentarfilm Give Me the Banjo (2011) porträtiert, der 2013 im Down Beat vorgestellt wurde. 
Zwischen 1981 und 2018 war sie an 35 Aufnahmesessions im Bereich des Jazz beteiligt, u. a. auch mit Doc Cheatham, The Dixie Peppers (Hot and Sweet, mit Art Baron, David Hofstra, Lou Grassi) und mit dem Ghost Train Orchestra (Hot Town 2018, u. a. mit Curtis Hasselbring, Colin Stetson, Andy Laster, Petr Cancura). Mit Dick Hyman and the Three Deuces war sie an der Filmmusik zu Woody Allens Bullets Over Broadway beteiligt. 
2006 wurde sie in die National Four-String Banjo Hall of Fame aufgenommen.

## Diskographische Hinweise
- Jazz at Home (Jazzology, 1996)
- String Swing (Jazzology, 2000, mit Kenny Davern, Jay Leonhart, Barry Mitterhoff)
- More Jazz Banjo Vol. 1 (2005, mit Bucky Pizzarelli, Dick Wellstood, Milt Hinton)
- Attractions (Plunk, 2007)
- Joyride (Plunk, 2013)
- You're IN The Band (Plunk, 2016; Buch & CD)